# Franz Boas
Franz Boas (9. července 1858 Minden, Vestfálsko – 21. prosince 1942 New York) byl americký průkopník moderní antropologie. Často nazýván „otec americké antropologie“.

## Život
Narodil se v německém Mindenu. Jeho prarodiče byli Židé. I když Franz Boas později odmítal jak antisemitismus, tak konverzi ke křesťanství, ve skutečnosti se za Žida nikdy nepovažoval. Již od mateřské školy projevoval zájem o historii. Vydal mnoho publikací na různorodá témata. Původním vzděláním byl přírodovědec, vystudoval geografii a fyziku (doktorát obhájil v roce 1881 ) a matematiku na univerzitách v Heidelbergu, Bonnu a Kielu.
Rozhodující převrat v jeho životě znamenala účast na expedici do Baffinovy země v roce 1883, kde se věnoval výzkumu eskymácké kultury. Na základě svých výzkumů prokázal, že eskymácká kultura není mechanicky determinována přírodním prostředím, ale že různé skupiny Eskymáků kontrolují a využívají podobné přírodní prostředí odlišným způsobem. Kontakt s eskymáckými kulturami jej natolik ovlivnil, že po návratu do Německa začal pracovat v Královském etnografickém muzeu v Berlíně a jako soukromý docent přednášel na zdejší univerzitě.
Od roku 1895 prováděl Boas jako jeden z prvních antropologů systematický průzkum indiánů severozápadního pobřeží Ameriky. Studoval zde kmeny Cimšjanů, Tlinkitů, Haidů, Nutků, Selišů, Bellakulů aj. Ve středu jeho zájmu stál především kmen Kwakiutlů z ostrova Vancouver. Hlavním předmětem Boasových výzkumů byla mytologie, folklór, jazyk a umění. Spolu s E. Goddardem má osobní podíl na vzniku nejvýznamnějšího časopisu pro výzkum amerických domorodých jazyků, Mezinárodního časopisu americké lingvistiky
Vedle Boasových terénních výzkumů je významná i jeho činnost organizátorská a pedagogická. Boas v roce 1887 založil časopis Science, organizoval antropologické sbírky pro chicagskou světovou výstavu (1893) nebo modernizoval časopis American Anthropologist (1898). Byl jedním ze zakladatelů Americké antropologické společnosti, působil jako správce antropologických sbírek v Americkém muzeu přírodní historie. V roce 1889 stanul v čele nově založené katedry antropologie na Kolumbijské univerzitě, která se za jeho života stala centrem moderních antropologických výzkumů.

## Dílo
Na rozdíl od francouzských sociologů se Boas nezabýval teoretickými úvahami, ale kladl důraz na empirický výzkum. Byl ovlivněn představiteli difuzionismu, zejména Friedrichem Ratzelem, ale stýkal se i s evolucionisty Adolfem Bastianem a Edwardem Taylorem. V roce 1886 odešel do USA, kde působil na několika vysokých školách. Franz Boas zavedl v americké antropologii interdisciplinární přístup, založený na datech z archeologie, etnografie, jazykovědy a fyzické antropologie. Kulturu Boas chápe jako komplex, složený z kulturních znaků, který se přizpůsobuje změnám přírodního prostředí. Tento synchronní přístup spojuje s důrazem na historii jednotlivých kulturních fenoménů. Boas neusiloval o sestavení vývojové řady od nejjednoduššího k nejsložitějšímu, jak se o to snažili evolucionisté (např. Herbert Spencer), ale o analýzu společného původu společenství, které se vyznačovaly obdobnými kulturními znaky. Každá kultura je proto považována za jedinečný sociální útvar, který má svou vlastní historii.
První vážný útok na základy evolucionismu učinil Boas ve své slavné přednášce Omezení komparativní metody v antropologii, se kterou vystoupil na vědeckém sympoziu v roce 1896. Zdůraznil zde, že podobnost kulturních prvků není důkazem jejich historických vztahů. Realističtější přístup při zkoumání jednoty kulturních procesů spočívá podle jeho názoru ve výzkumu historického původu konkrétních kulturních prvků.
Boas zdůrazňoval lingvistický aspekt antropologického výzkumu. Jazyk pokládal za neodmyslitelnou součást studované kultury a prvořadé svědectví o jejím charakteru. Franze Boase můžeme považovat za zakladatele lingvistické antropologie. Boas tvrdil, že základním předpokladem úspěšného terénního výzkumu je antropologova znalost jazyka společnosti, kterou zkoumá.
V názorech na předmět a cíl antropologických výzkumů byl Boas ovlivněn evropskou filozofií druhé poloviny 19. století, především novokantovstvím řešením vztahu přírodních a společenských věd. Proto Boas definuje kulturní antropologii jako historickou vědu, která se zabývá dějinami lidské společnosti : „Předmět antropologie vyžaduje historickou vědu, jednu z věd, jejichž zájem se koncentruje na pochopení individuálního fenoménu více než na ustanovení všeobecných zákonů, které budou nesmírně vágní“. Základní úkol antropologie vidí v rekonstrukci kulturní historie, objasnění příčin dynamiky kultury, pochopení podstaty sociálních vztahů a významu kulturních jevů v konkrétním historickém kontextu.
Boas rozlišuje dva základní typy faktorů, které ovlivňují vývoj kultury. První typ představují faktory „limitující“ (vnější a statické), které vystupují především jako vnější prostředí. Podle Boase geografické nebo ekologické činitele nepředstavují rozhodující determinanty kulturních procesů. Podstatně větší pozornost věnoval druhému typu faktorů, které vystupují jako „tvořivé“ (vnitřní a dynamické) a projevují se především jako tendence modifikovat převzaté kulturní prvky a reinterpretovat je v novém kontextu. Charakteristickým rysem Boasových výzkumů byla vždy snaha proniknout za oponu, která nás dělí od modelů jednání a myšlení cizích kultur a porozumět jim z perspektivy členů zkoumané společnosti. Tento přístup logicky vyústil v kritiku evropocentrismu, který považoval kulturu preliterálních společností za projev retardujícího nebo nevyspělého intelektuálního vývoje. Zprávy podávané například cestovateli proto Boas označoval za nepochopení a chybnou snahu hodnotit cizí kultury evropskými měřítky.
Boasův interdisciplinární přístup s důrazem na empirismus a terénní výzkum je dodnes charakteristický pro americkou kulturní antropologii. Ostře vystupuje proti pokusům koncipovat teorii kultury jako filozofický nebo logický systém založený na spekulaci. Základním východiskem jsou podle něho empirická data získaná prostřednictvím terénních výzkumů. Při výzkumu kultury proto rozpracoval přísně empirické metody induktivního charakteru, které mohou jako jediné podle něho sloužit jako základ konzistentní vědecké teorie. Mezi nástupce konfiguracionistické školy Franze Boase se řadí většina jeho žáků. Franz Boas a jeho studenti vnesli do americké antropologie novou metodologii a perspektivu. Jako profesor Kolumbijské univerzity vychoval tak významné představitele kulturní antropologie, jakými jsou Alfred Louis Kroeber, Robert Lowie, Edward Sapir, Melville J. Herskovits, Paul Radin, Ruth Benedictová.

## Dílo (výběr)
- Antropologie a moderní život (Antropology and Modern life) (1928)
- Primitivní umění (Primitive art) (1927)
- Sociální organizace a tajná společenství Indiánů Kwakiutl (The Social Organization and Secret Societies of the Kwakiutl Indians) (1897)
- Tsimšinská mytologie (Tsimshian Mythology) (1916)
- Vědomí archaického člověka (The Mind of Primitive Man) (1911)